# Kamil Mitoń
Kamil Mitoń (nascut a Kraków el 12 d'abril de 1984), és un jugador d'escacs polonès, que té el títol de Gran Mestre des de 2002.
A la llista d'Elo de la FIDE del gener de 2022, hi tenia un Elo de 2568 punts, cosa que en feia el jugador número 11 (en actiu) de Polònia. El seu màxim Elo va ser de 2655 punts, a la llista de gener de 2007 (posició 53 al rànquing mundial).

## Resultats destacats en competició
El 1996, guanyà el Campionat del món Sub-12, celebrat a Cala Galdana, a Menorca.
El 2000 guanyà el torneig de Canes, el 2002 el fort World Open de Filadèlfia i el 2005 el torneig obert Bajada de la Virgen a Santa Cruz de La Palma (per davant, entre d'altres, de reconeguts GMs com ara Atanas Kolev, Branko Damljanović, Daniel Fridman, o Borís Àvrukh).
El 2005, empatà al primer lloc amb Magesh Chandran Panchanathan al 33è World Open, celebrat a Filadèlfia durant el cap de setmana del Dia de la Independència. El mateix any, empatà als llocs 2n-5è amb Lázaro Bruzón, Zhang Pengxiang i Artiom Timoféiev a la Samba Cup a Skanderborg.
El 2007 fou tercer al torneig The SPICE Cup, organitzat per la Universitat de Texas Tech i el Susan Polgar Institute for Chess Excellence (SPICE), per sota del campió Eugene Perelshteyn i de Gilberto Hernández. El juliol de 2007, fou tercer al Campionat d'escacs obert del Canadà a Ottawa, rere Bu Xiangzhi i Nigel Short. El desembre de 2007, fou primer al 17è Magistral d'Elgoibar.
El 2010 empatà als llocs 1r-6è amb Lázaro Bruzón, Bojan Kurajica, Yuri Gonzalez Vidal, Ievgueni Gléizerov i Bartłomiej Heberla al 4t Torneo Internacional de Ajedrez Ciudad de La Laguna i quedà primer per desempat. El 2011, empatà als llocs 1r-6è amb Ivan Sokolov, Vladimir Baklan, Iuri Kuzúbov, Jon Ludvig Hammer i Illia Nyjnyk a l'obert MP de Reykjavík.

### Participació en competicions per equips
Mitoń ha participat, representant Polònia, en quatre Olimpíades d'escacs, totes les edicions celebrades entre els anys 2002 i 2010, llevat de la de 2006 (amb un total de 19½ punts de 34 partides, un 57,4%). A l'edició de 2002 hi participà com a MI, i a partir de 2004 com a GM.
| Any  | Olimpíada         | Ciutat         | Elo propi | Tauler | Partides | Guanyades | Taules | Perdudes | %     | Posició indiv. | Posició equip |
| ---- | ----------------- | -------------- | --------- | ------ | -------- | --------- | ------ | -------- | ----- | -------------- | ------------- |
| 2002 | XXXV Olimpíada    | Bled           | 2564      | 4t     | 10       | 3         | 4      | 3        | 50,0% | 13             | 63            |
| 2004 | XXXVI Olimpíada   | Calvià         | 2600      | 4t     | 6        | 1         | 4      | 1        | 50,0% | 12             | --            |
| 2008 | XXXVIII Olimpíada | Dresden        | 2604      | 2n     | 8        | 2         | 4      | 2        | 50,0% | 29             | 37            |
| 2010 | XXXIX Olimpíada   | Khanti-Mansisk | 2629      | 4t     | 10       | 5         | 5      | 0        | 75,0% | 11             | 4             |